# Colegiul electoral (Statele Unite ale Americii)

Distribuția celor 538 de voturi electorale în funcție de stat/district federal pentru alegerile din anii 2012, 2016 și 2020, incluzând modificările datorate schimbărilor în populație conform recensămintelor din anii 2000 și 2010:
• negru — state care au câștigat voturi;
• galben — state care au pierdut;
• gri — nicio modificare.

Hartă a colegiului electoral indicând rezultatele alegerilor prezidențiale din 2008; senatorul Barack Obama (D-IL) a obținut „votul popular” în 28 de state și în Districtul Columbia (marcate cu albastru) pentru ca în final să acumuleze 365 de voturi electorale. Senatorul John McCain (R-AZ) a obținut „votul popular” în 22 de state (marcate cu roșu) pentru ca în final să acumuleze 173 de voturi electorale. Statul Nebraska și-a divizat votul electoral, astfel încât 4 voturi au fost atribuite senatorului McCain, iar 1 vot a fost atribuit senatorului Obama (care a câștigat votul celui de-al 3-lea district electoral statal).

Cartogramă reprezentând votul colegiului electoral pentru alegerile din 2008, în care fiecare pătrat reprezintă un vot electoral.

Colegiul electoral (în engleză Electoral College) este un ansamblu de electori desemnați de fiecare din cele 50 de state componente ale uniunii (la care se adaugă 3 electori pentru districtul federal), care aleg în mod formal președintele și vicepreședintele Statelor Unite ale Americii.
Începând cu anul 1964, numărul total al electorilor din colegiul electoral al Statelor Unite este de 538 de electori pentru fiecare din alegerile prezidențiale ulterioare (inclusiv cele din 1964). Articolul 2, secțiunea 1, clauza a 2-a a constituției Statelor Unite ale Americii desemnează numărul de electori pe care fiecare stat al Uniunii trebuie să-l aibă și modul în care fiecare legislatură statală își poate alege proprii electori. Teritoriile Statelor Unite nu sunt reprezentate în colegiul electoral. Colegiul electoral este un exemplu de alegeri indirecte, în contradicție cu alegerile directe practicate de cetățenii Statelor Unite, așa cum sunt alegerile membrilor ambelor camere ale Congresului american.
Votanții din fiecare stat (și districtul Columbia) aleg ca electorii să fie participanții constituțional autorizați în fiecare alegere prezidențială. În istoria timpurie a Statelor Unite, unele legi statale prevedeau ca acești electori să fie numiți de către legislaturile statale.
Electorii au libertatea de a vota pentru oricare dintre candidați, însă, în realitate, aceștia depun un jurământ prin care se obligă să-și acorde votul anumitor candidați, mai exact acelora care au câștigat majoritatea voturilor în circumscripția respectivă.
Cel de-al 12-lea amendament al constituției Statelor Unite ale Americii precizează că fiecare elector dispune de un singur vot pentru a desemna viitorul președinte, respectiv un vot pentru desemnarea vicepreședintelui. De asemenea, același amendament precizează cum președintele și vicepreședintele sunt aleși. De asemenea, cel de-al 23-lea amendament al constituției specifică, pe de altă parte, și câți electori sunt atribuiți districtului Columbia.

## Premise

### Originea numelui
Deși constituția Statelor Unite face referire la „electori” (în engleză electors), denominalizarea „colegiu electoral” — sau oricare altă denominalizare — nu a fost niciodată utilizată pentru a desemna în mod colectiv electorii tuturor statelor. Abia la începutul secolului al XIX-lea, termenul „colegiului electoral” a început a fi folosit pentru desemnarea colectivă a tuturor electorilor selecționați în vederea acordării de voturi candidaților la președinție și vicepreședinție. Începând cu 1845, termenul de „colegiu electoral” apare în codul Statelor Unite, paragraful 3, secțiunea a 4-a, atât în titlul secțiunii cât și în corpul textului (ca college of electors).

## Mecanisme ale colegiului electoral modern

### Distribuția actuală a votului electoral

Numărul de electori corespunzător fiecărui stat pentru alegerile prezidențiale din 2004 și 2008. 12 electori au fost schimbați între 18 state, pe baza recensământului din 2010. Opt state au pierdut câte un elector, iar alte două state (New York și Ohio) au pierdut fiecare câte doi. Pe de altă parte, opt state au câștigat electori: șase dintre ele au primit câte unul, Florida a câștigat doi, în timp ce Texas a câștigat patru.

Următorul tabel afișează numărul de voturi electorale (VE) de care fiecare stat și Districtul Columbia va dispune în timpul alegerilor prezidențiale din 2012, 2016 și 2020: numerele din paranteză reprezintă numărul de voturi electorale pe care fiecare stat le-a câștigat (+) sau le-a pierdut (-) în urma redistribuirii ca urmare a recensământului din 2010.
| Stat        | VE      | Stat          | VE      | Stat             | VE      | Stat              | VE      |
| ----------- | ------- | ------------- | ------- | ---------------- | ------- | ----------------- | ------- |
| Alabama     | 9       | Indiana       | 11      | Nebraska         | 5**     | Carolina de Sud   | 9 (+1)  |
| Alaska      | 3       | Iowa          | 6 (-1)  | Nevada           | 6 (+1)  | Dakota de Sud     | 3       |
| Arizona     | 11 (+1) | Kansas        | 6       | New Hampshire    | 4       | Tennessee         | 11      |
| Arkansas    | 6       | Kentucky      | 8       | New Jersey       | 14 (-1) | Texas             | 38 (+4) |
| California  | 55      | Louisiana     | 8 (-1)  | New Mexico       | 5       | Utah              | 6 (+1)  |
| Colorado    | 9       | Maine         | 4**     | New York         | 29 (-2) | Vermont           | 3       |
| Connecticut | 7       | Maryland      | 10      | Carolina de Nord | 15      | Virginia          | 13      |
| Delaware    | 3       | Massachusetts | 11 (-1) | Dakota de Nord   | 3       | Washington        | 12 (+1) |
| Florida     | 29 (+2) | Michigan      | 16 (-1) | Ohio             | 18 (-2) | West Virginia     | 5       |
| Georgia     | 16 (+1) | Minnesota     | 10      | Oklahoma         | 7       | Wisconsin         | 10      |
| Hawaii      | 4       | Mississippi   | 6       | Oregon           | 7       | Wyoming           | 3       |
| Idaho       | 4       | Missouri      | 10 (-1) | Pennsylvania     | 20 (-1) | Washington, D.C.* | 3       |
| Illinois    | 20 (-1) | Montana       | 3       | Rhode Island     | 4       | Total             | 538     |

* Deși nu este un stat, Washington, D.C. dispune de trei voturi electorale conform amendamentului douăzeci și trei din constituție.
** Electorii din Maine și Nebraska sunt distribuiți conform metodei districtului congresional.
(+) sau (-) reprezintă numărul de electori câștigați sau pierduți în comparație cu situația colegiului electoral din 2004 și 2008.